# Poirier à feuilles de saule
Pyrus salicifolia
Espèce
Classification APG III (2009)
Statut de conservation UICN

 NT  : Quasi menacé
Pyrus salicifolia, le Poirier à feuilles de Saule, est une espèce de plantes à fleurs de la famille des Rosacées.

## Description

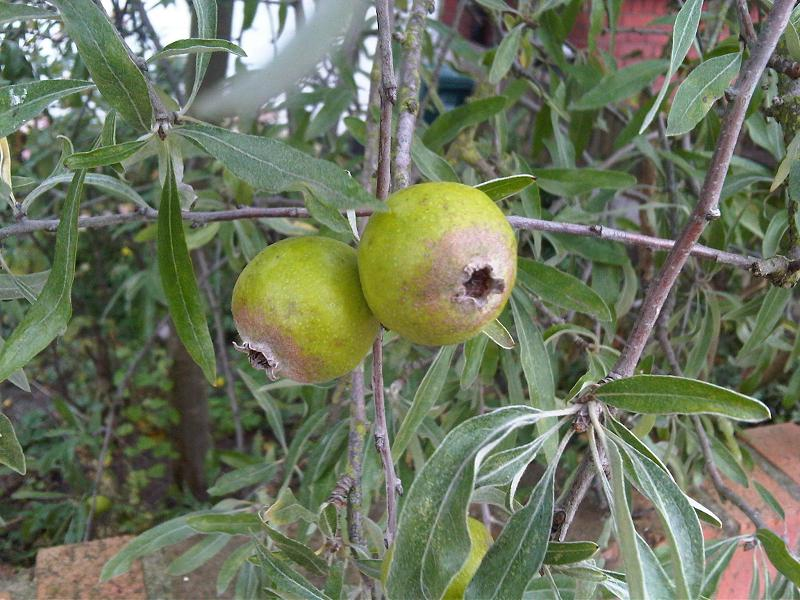
Fruits de petite taille.
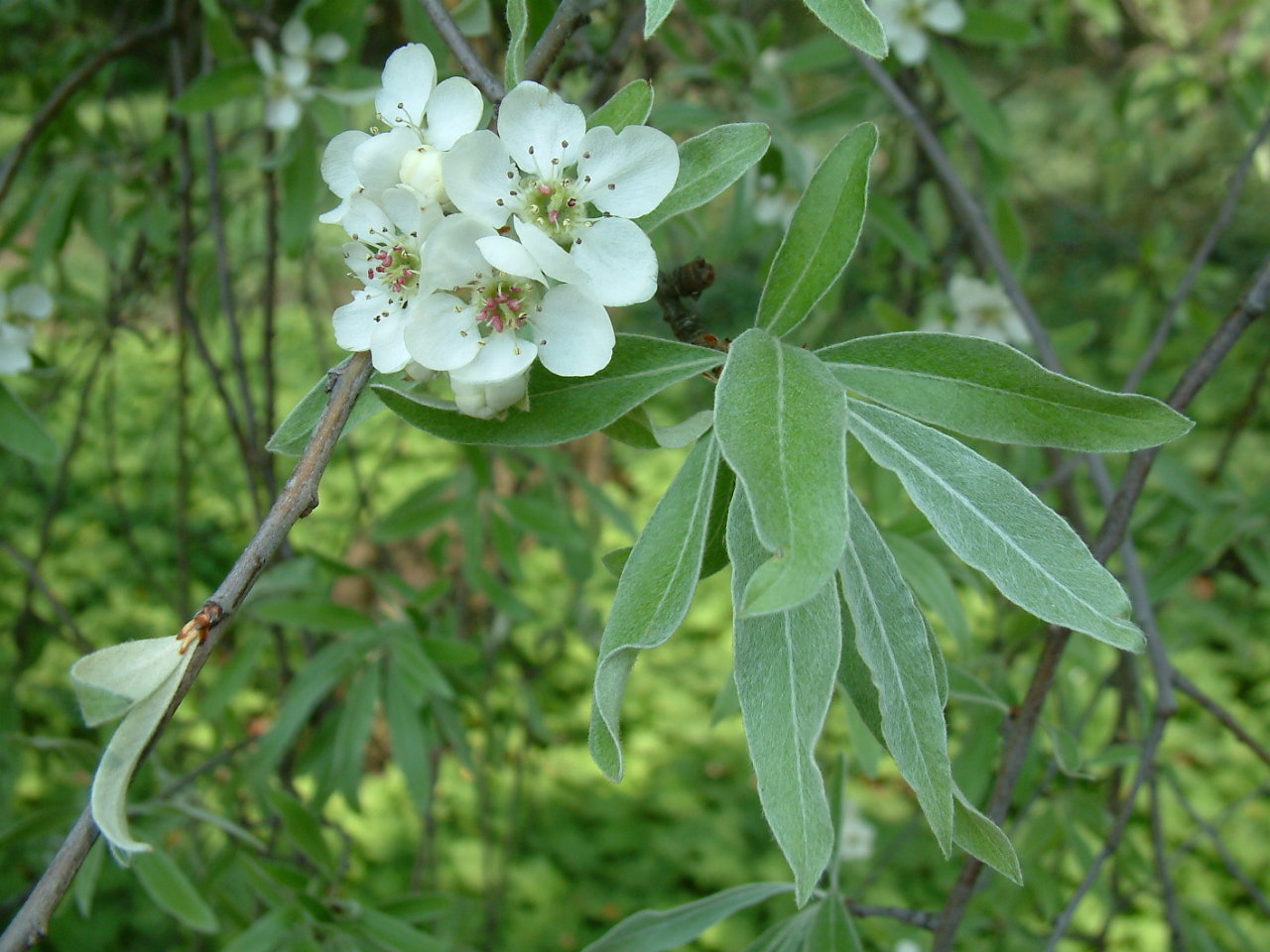
Fleurs et feuillage pleureur.
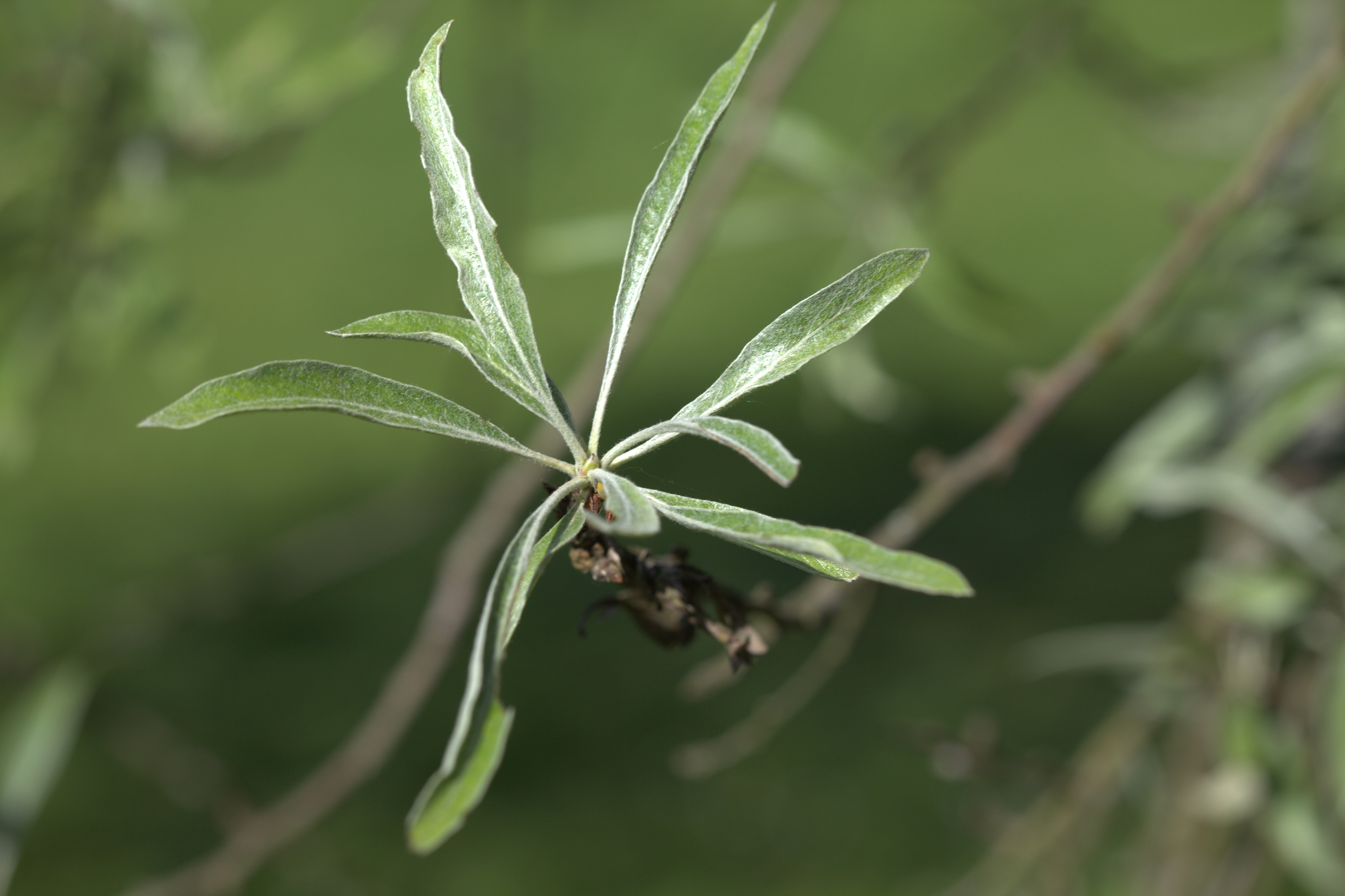
Feuillage argenté.
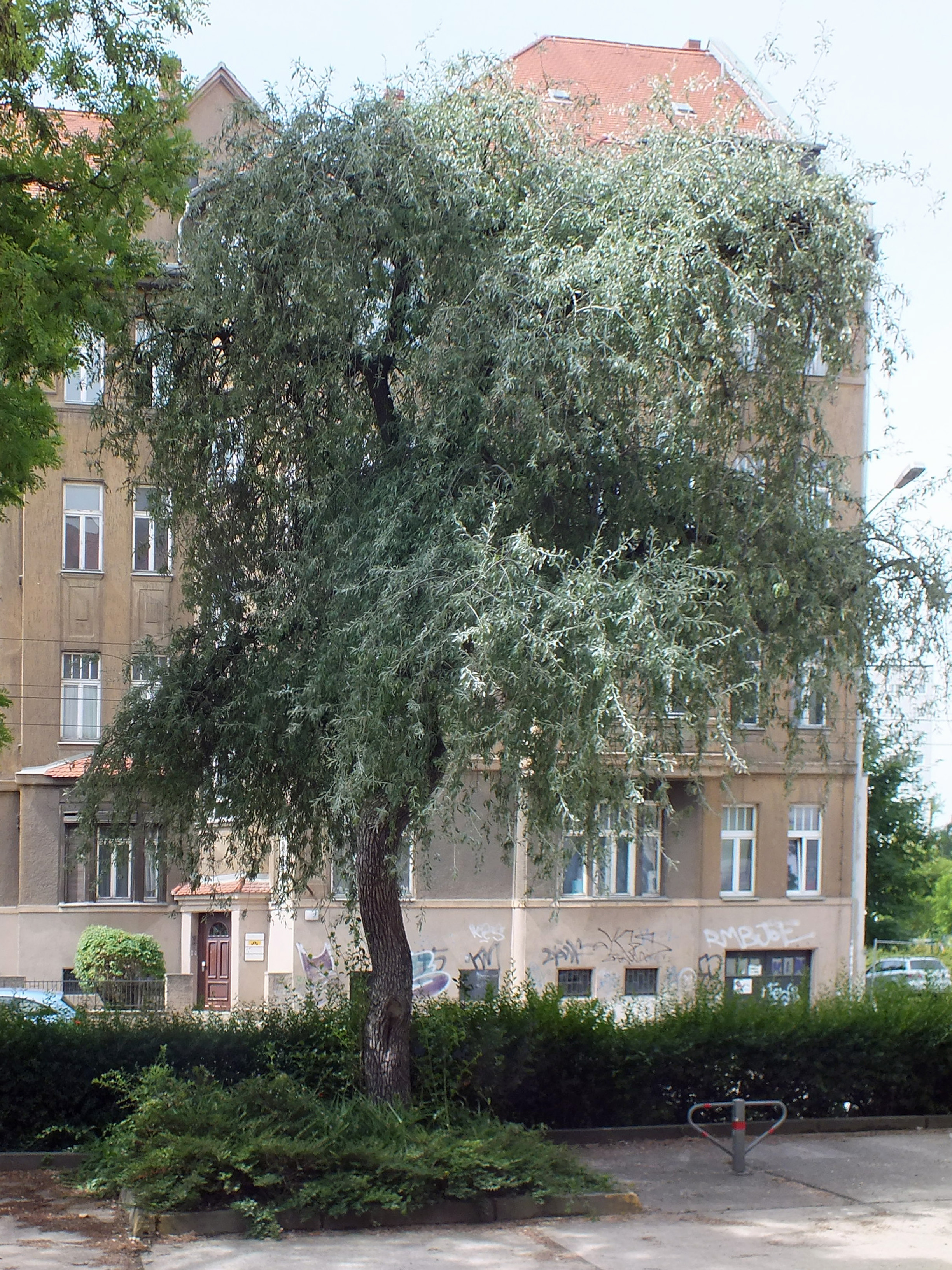
Spécimen de Leipzig.
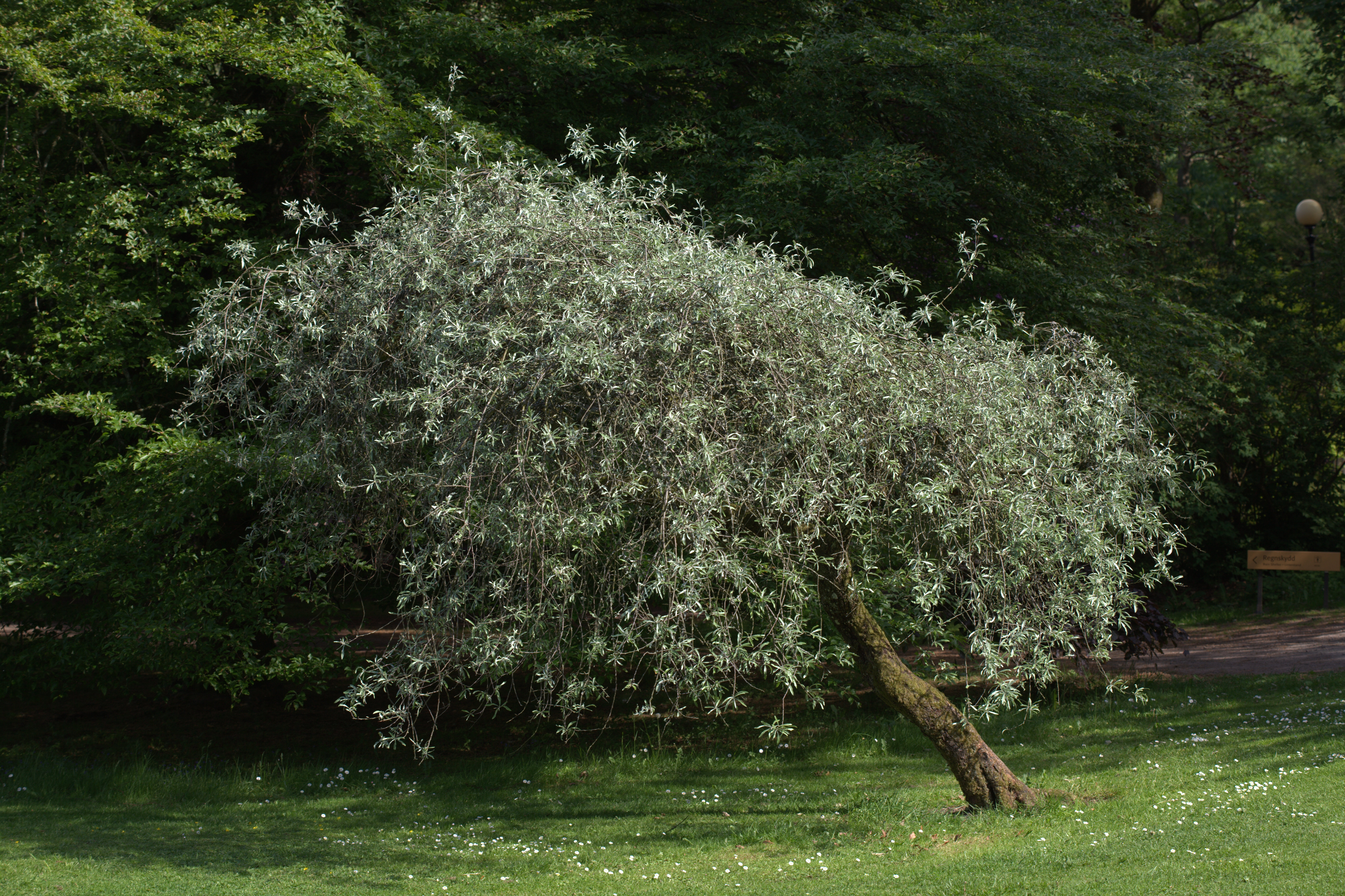
Dans le jardin botanique de Gothenburg.

Pyrus salicifolia est une espèce de poirier native du Moyen-Orient. C'est un arbre utilisé comme plante ornementale, en particulier le cultivar pleureur (en anglais : « pendulous » ou « weeping »). Il porte des noms variés tels willow-leaved pear, weeping pear, et d'autres similaires. D'une hauteur raisonnable, il atteint 10–12 mètres de haut. Sa couronne est arrondie. Son feuillage argenté est comparable, à celui du saule pleureur. Les fleurs sont grandes et d'un blanc pur, rehaussé par des étamines noires et des extrémités de bourgeons rouges. Les petits fruits verts ne sont guère comestibles car astringents et durs.
L'arbre est introduit largement dans les jardins d'agrément, les bordures d'allées et les parcs. Son enracinement superficiel lui interdit les terrains sablonneux. L'arbre fleurit au printemps et peut être taillé en topiaire. L'espèce est sensible au feu bactérien, une maladie due à une bactérie.
Pyrus salicifolia peut être confondu avec Pyrus nivalis qui est généralement plus grand et à peine pleureur et Pyrus elaeagnifolia qui a des feuilles entières plus grandes et des pétioles bien plus longs.
Le cultivar 'Pendula' a obtenu l'Award of Garden Merit de la Royal Horticultural Society.